# 飾鰭鱧

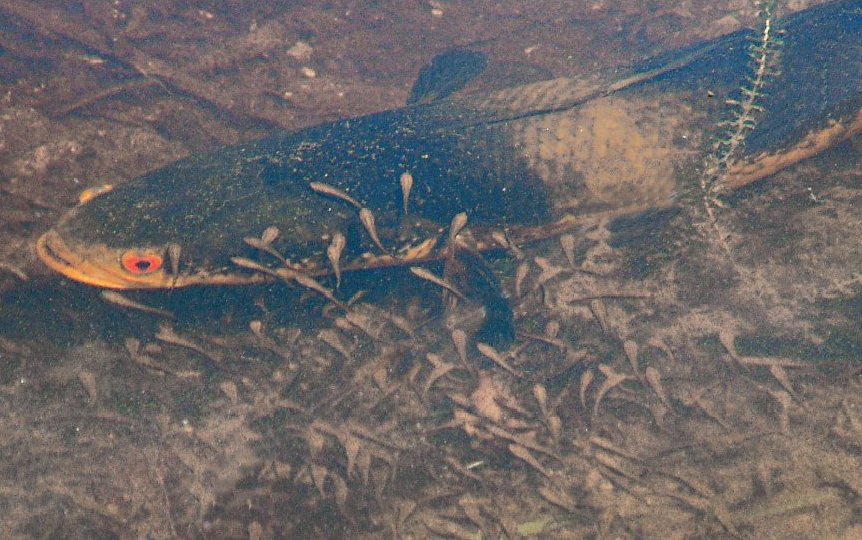

飾鰭鱧為輻鰭魚綱鱸形目鱧科的其中一種，分布於亞洲緬甸克欽邦的Waloun Chaung流域，體長可達20.5公分，棲息在水質清澈、植被生長、水流快速的小溪，屬肉食性。

## 擴展閱讀
維基物種上的相關：飾鰭鱧